# Kheyārū
Kheyārū (persiska: خيارو) är en ort i Iran.   Den ligger i provinsen Bushehr, i den södra delen av landet, 900 km söder om huvudstaden Teheran. Kheyārū ligger 18 meter över havet och antalet invånare är 520.
Terrängen runt Kheyārū är varierad.Runt Kheyārū är det glesbefolkat, med 15 invånare per kvadratkilometer. Närmaste större samhälle är Nakhl-e Taqī, 19,9 km nordväst om Kheyārū. Trakten runt Kheyārū är ofruktbar med lite eller ingen växtlighet.